# Narria
Narria fue una revista española de estudios populares publicada entre 1975 y 2008.

## Descripción
Narria. Estudios de artes y costumbres populares fue una revista fundada en 1975, al tiempo que tuvo lugar la creación del Museo de Artes y Tradiciones Populares en la Universidad Autónoma de Madrid, si bien su primer número no apareció hasta 1976 pues en 1975 lo que se publicó fue un número 0, que estuvo dedicado a la comarca de la Vera. Cesó en 2008. Incluía estudios que abarcaban temas de naturaleza vernácula y popular.